# Метапроза
Метапроза, также метаповествование — литературное произведение, важнейшим предметом которого является сам процесс его разворачивания, исследование природы литературного текста.

## Основные характеристики
Бытовавшее с 1980-х годов понятие метафикшн (англ. metafiction), предположительно введённое Уильямом Гэссом, являлось синонимом литературного приема «роман в романе». Термины метапроза, метапрозаичность, по-видимому, впервые употреблены Д. М. Сегалом.
Марк Липовецкий, обобщая ряд исследований метапрозы, указывает, что в центре метапрозаических сочинений находится образ персонажа-писателя, в значительной степени выступающего как двойник и представитель собственно автора, причём структура текста позволяет читателю постоянно соотносить эти две инстанции повествования, переключая внимание с «текста в тексте» на «рамочный текст» через прямой или косвенный комментарий, относящийся к взаимопроникновению двух реальностей. В результате основное внимание читателя переносится «с целостного образа мира, создаваемого текстом, на сам процесс конструирования и реконструирования этого ещё не завершённого образа», так что читатель оказывается «поставлен в положение соучастника творческой игры».
Обычно метапрозу связывают с модернизмом и постмодернизмом, но её элементы могут быть найдены в «Дон Кихоте» Сервантеса (герой которого читает книгу о своих приключениях и комментирует неточности), «Памелле» Ричардсона (в которой злодей раскаивается, читая о своих злодеяниях), «Рукописи, найденной в Сарагосе» Яна Потоцкого и других классических произведениях (см. Mise en abîme).
В XX веке метапроза получила значительное развитие в творчестве таких авторов, как Хорхе Луис Борхес, Владимир Набоков, Джон Барт и др.

## Изучение метапрозы
Целенаправленное изучение метаповествования в литературе начинается, по-видимому, в 1980-е годы и связано с именами Бёртона Хатлена, анализировавшего творчество аргентинского писателя Х. Л. Борхеса, авторов монографий по данному вопросу Патрисии Во, Рюдигера Имхофа, Линды Хатчин. На русском материале проблемы метапрозаичности впервые исследовал Д. М. Сегал. Поэтике метаромана посвящено исследование В. Б. Зусевой-Озкан.